# Euphthiracarus parareticulatus
Euphthiracarus parareticulatus är en kvalsterart som beskrevs av Wojciech Niedbała 2000. Euphthiracarus parareticulatus ingår i släktet Euphthiracarus och familjen Euphthiracaridae. Inga underarter finns listade i Catalogue of Life.